# Галина Шиян
Галина Романивна Шиян (на украински: Галина Шиян) е украинска преводачка и романистка. Пише под псевдонима Гаска Шиян.

## Биография и творчество
Родена е на 23 юли 1980 г. в Лвов, Украйна. Завършва Лвовския национален университет „Иван Франко“ с бакалавърска степен в специалност „Класическа филология“ през 2001 г.
По време на следването си заедно със сестра си Анастасия Шиян основава книжарницата за чуждестранна литература и изучаване на чужди езици „ГалІнБоок“. Пише за списанието „Просто небе“, сборника „Доброволци“, по проекта „Ездач“.
През 2010 г. превежда и издава романа „Світло згасло в країні див“ (Светлината угасна в страната на чудесата) на австралийския писател Ди Би Си Пиер (Питър Финли). Въз основа на работата си създава арт проекта „Декадансът взема своето“, който синтезира текст, визуални изкуства и музика, и излиза под търговската марка „Батрахоміомахія“.
През 2014 г. прави своя литературен дебют с романа „Hunt, doctor, hunt“. За него е вдъхновена от престоя си в болница, предизвикан от внезапната проява на редкия синдром на Хънт, а голяма част от текста пише на телефона си, докато е на лечение. Сюрреалистична история представя живота на студент по медицина от Бразилия, който отразява много живота в Украйна в условията на началото на кризата в Донбас. Книгата е илюстрирана от приятелката ѝ Мариана Винар.
През 2014 г. участва с разказа „Гъска“ в сборника „Доброволци“. Същата година, като съсобственик на книжарница, започва активни дейности, насочени към премахване на практиката на непрозрачни и корумпирани схеми при закупуването на учебници.
През 2015 г. създава авторски курс „Творческо писане с Тило Шулц: Истории за уикенда“. Участва в литературни фестивали в Единбург, Киев, Лвов, Запорожие.
Романът ѝ „За спиною“ (Зад гърба) е издаден през 2019 г. Главната героиня, 27-годишната Марта, прекарва мрачно детство в малък град, но успява да направи успешна кариера в ИТ-индустрията. Но когато приятелят ѝ Макс се записва в армията да участва в конфликта в Донбас, тя е разкъсана от вътрешен конфликт и негодувание, че той не остава при нея, че това е погрешен начин за доказване на мъжественост. Романът получава Наградата за литература на Европейския съюз и наградата „Еспресо“ за избор на читателите през 2019 г.
Галина Шиян е омъжена за френски журналист. Има дъщеря. Живее със семейството си в Киев.

## Произведения

### Самостоятелни романи
- Hunt, doctor, hunt (2014)
- За спиною (2019) – награда за литература на Европейския съюз

### Преводи
- Світло згасло в країні див (2010, 2012)